# Menkent
Menkent (též Théta Centauri) je čtvrtá nejjasnější hvězda v souhvězdí Kentaura a jedna ze tří jasnějších hvězd tohoto souhvězdí, jejíž deklinace je severnější než -40° a lze ji tedy pozorovat i v Česku.
Tradiční název Menkent pochází z arabského ألمنكب ألقنتوس (al mankib al-qanturis, rameno kentaura).
Zdánlivá hvězdná velikost je 2,06. Vzdálenost hvězdy byla změřena pomocí paralaxy na 58,8 světelných let (18,0 parseků).
Hvězda je obrem spektrální třídy K0 s poloměrem 10,6krát větším než je poloměr Slunce. U této hvězdy byl zaznamenán proud rentgenového záření o intenzitě 1,4×1020 Js−1.